# 組曲作品14 (バルトーク)
組曲 作品14 Sz.62 BB70は、バルトーク・ベーラが作曲したピアノのための組曲。

## 概要
作曲は1916年2月に行われ、1918年に出版された。作曲者自身の独奏により1919年4月21日にブダペストで初演された。本作はバルトークのピアノ作品の中でも指折りの重要な楽曲であり、唯一ピアノソナタに比肩しうる存在である。多くのバルトーク作品では東ヨーロッパの民族音楽が頻繁に用いられているが、本作は民謡に起源をもつ旋律が使用されていない数少ない作品のひとつとなっている。しかし、一部の楽章においてはルーマニア、アラブ、北アフリカのリズムの影響が依然として認められる。当初、組曲は5つの楽曲から成る予定だったが、バルトークは後に翻意して第2曲の「Andante」を削除することにした。この曲は作曲者の死後、「Új Zenei Szemle」（新音楽批評）の1955年10月号にて出版された。

## 演奏時間
バルトーク自身による演奏時間の指定がある。
第1曲：約2分、
第2曲：約1分50秒、
第3曲：約2分5秒、
第4曲：約2分35秒。

## 楽曲構成
1918年版では「Andante」が省かれている。

### 第1曲
Allegretto 2/4拍子
4小節の前奏に続いてルーマニアの器楽曲を想わせる主題が登場する（譜例1）。
譜例1
譜例1が繰り返された後、新しい素材が導入される。やがて譜例1の再現となるが主題は断片化されており、最後はユニゾンで3オクターヴ以上を駆け上がって勢いを失い、低い変ロ音を叩いて終了する。

### 第2曲
Scherzo 3/4拍子
十二音技法が使用されている。曲はスタッカートの音列に開始する（譜例2）。
譜例2
鋭い不協和音を伴うエピソードを挟み譜例2が形を変えて現れる。中央の部分ではオスティナートの伴奏音型があたかもジャズのように響いて即興的な旋律を支える。譜例2と不協和音のエピソードを繰り返して、最後は1音に対して指を2本用いつつ決然とした終わりを迎える。

### 第3曲
Allegro molto 2/2拍子
バルトークが1913年に耳にしていたアフリカ北部のアラブ系音楽の影響が見られる。譜例3の急速な音型に開始し、この上に簡単なリズム要素が加わる。
譜例3
ポコ・ピウ・モッソの中間部が置かれた後、元のテンポに戻って譜例3が再現される。結尾では中間部の音型も回想しつつ勢いよく終結する。なお、曲の最後にアタッカ（attacoa）の指示がある。

### 第4曲
Sostenuto 6/8拍子
前3曲は次第に速度を増してくる配置になっていたが、第4曲は打って変わって落ち着いた調子で開始する（譜例4）。
譜例4
9/8拍子と6/8拍子が交代する中間部を挟んで譜例4で聞かれる主題が再現され、静けさを保ったまま組曲を結ぶ。

## 分析
組曲 作品14には民謡は含まれません。私自身が自ら創作した独自の主題だけに基づいています。この作品を作曲する間、ピアノ技巧をより洗練させ、変化させることによってより透明度の高いものにすることが頭の中にありました。より骨太かつ筋肉質でロマン派の後期や終盤の重々しく和声付けされた様式には相対する形、すなわち、分散和音やその他の修飾のような不必要な装飾が廃されたもので、それはより簡素な様式なのです。—バルトーク・ベーラ、1944年7月2日、David Levitaとのラジオインタビューにて。
バルトークによれば、この組曲はそれ以前に書いていたポストロマン主義からの変革をもたらすと彼自身が考える新しいピアノ技法の潮流の一端なのだという。1945年には、彼は本作にピアノ技巧のうち最小限に限った方法論だけを用いたと主張しており「一部の楽章ではピアノの打楽器としての性格を引き立たせている」としている。
バルトークは本作の中で民謡からの旋律の引用は行わなかったものの、その他の民謡的な要素を幅広く使用している。一例として第1曲にみられるルーマニアの「Ardeleana」のリズムが挙げられる。さらに第3曲にはアラブの影響が表れており、そうした様相を呈する最初期のバルトーク作品であるのに加え、そのオスティナートと音階のパターンには北アフリカの影響が見て取れる。第1曲では曲を通してリディア旋法や全音音階といった異国風の音階パターンを用いる一方、第2曲で使われている十二音技法はおそらくバルトークの全作品中でも唯一の使用例となっている。